# Municipio de Pemiscot (condado de Pemiscot, Misuri)
Pemiscot Township es una subdivisión territorial inactiva del condado de Pemiscot, Misuri, Estados Unidos. Según el censo de 2020, tiene una población de 332 habitantes.
La subdivisión tiene un código censal Z1, que indica que no está en funcionamiento (non-functioning county subdivision).

## Geografía
Está ubicada en las coordenadas 36°3′24″N 89°44′13″O / 36.05667, -89.73694 (36.056613, -89.736888). Según la Oficina del Censo de los Estados Unidos, tiene una superficie total de 107.20 km², de la cual 95.08 km² corresponden a tierra firme y 12.12 km² son agua.

## Demografía
Según el censo de 2020, hay 332 personas residiendo en la zona. La densidad de población es de 3.49 hab./km². El 89.76 % de los habitantes son blancos, el 1.81 % son afroamericanos, el 0.30 % es amerindio, el 2.41 % son de otras razas y el 5.72 % son de una mezcla de razas. Del total de la población, el 3.31 % son hispanos o latinos de cualquier raza.